# Mineral del Monte (kommun)
Mineral del Monte är en kommun i Mexiko.   Den ligger i delstaten Hidalgo, i den sydöstra delen av landet, 90 km nordost om huvudstaden Mexico City.
Följande samhällen finns i Mineral del Monte:
- Mineral del Monte
- San Pedro Huixotitla
- Barrio de Escobar